# Albert und Loni Harder
Das Ehepaar Albert und Loni Harder verbarg ab Ende Januar 1945 bis zum Eintreffen der russischen Armee am 15. April 1945 in Palmnicken, einem Zentrum der Bernsteinindustrie an der ostpreußischen Ostseeküste, die drei jüdischen Frauen Selina Moschkowitz-Manielewitz, Miriam Zweig und Genia Weinberg.
Diese waren zuvor aus einem von den Nationalsozialisten auf einen Todesmarsch geschickten Zwangsarbeiter- bzw. Häftlingstreck entkommen, welcher sie von einem Außenlager des KZ Stutthof zur Ostseeküste geführt hatte.
Etwa 3000 ihrer Mithäftlinge – zumeist Frauen – wurden in der Nacht des 31. Januar 1945 von Angehörigen der SS am Strand von Palmnicken erschossen oder in die gefrorene See getrieben, wo viele ertranken oder erfroren. Die Harders nahmen die drei Frauen, denen es gelungen war, sich vom restlichen Treck abzusetzen, trotz drohender Denunziation durch nationalsozialistisch gesinnte Nachbarn bei sich auf und verpflegten sie mehr als zwei Monate lang.
Als Albert Harder kurz nach dem Krieg starb, zog seine Frau mit ihren ehemaligen Schutzbefohlenen in den Westen Deutschlands, wo sie Aufnahme in einem bayrischen Lager für  Displaced Persons fanden.
Am 29. November 1966 wurden Albert (postum) und Loni Harder von Yad Vashem als Gerechte unter den Völkern ausgezeichnet.